# Коновалова, Елизавета Ивановна
Елизаве́та Ива́новна Конова́лова (19 декабря 1941, Олоры, Параньгинский район, Марийская АССР, РСФСР, СССР) ― марийская советская и российская певица, исполнительница марийских народных песен. Солистка Горьковского театра оперы и балета имени А. С. Пушкина (1971―1973) и Марийского театра оперы и балета имени Э. Сапаева (с 1973 года). Народная артистка Республики Марий Эл (1996). Заслуженная артистка Марийской АССР (1980).

## Биография
Родилась 19 декабря 1941 года в деревне Олоры Параньгинского района Марийской АССР в крестьянской семье. 
В 1956 году окончила Олорскую восьмилетнюю школу. Работала в колхозе имени И. Палантая. 
В 1964 году окончила Йошкар-Олинское музыкальное училище имени И. С. Палантая по специальностям «Дирижёр-хоровик» и «Солист ансамбля песни и танца, преподаватель музыкальных школ».
В 1969―1970 годах работала солисткой ансамбля песни и танца Марийской филармонии имени Я. Эшпая.
В 1971 году окончила Казанскую государственную консерваторию (класс профессора Е. А. Абросимова).
В 1971―1973 годах ― солистка Горьковского театра оперы и балета имени А. С. Пушкина.
С 1973 года ― солистка Музыкально-драматического театра им. М. Шкетана (ныне ― Марийский театр оперы и балета имени Э. Сапаева).
Замужем, сын ― известный оперный певец, артист-вокалист Казанской городской филармонии (с 1999 года) и Марийского театра оперы и балета имени Э. Сапаева (2007―2012), заслуженный артист Республики Татарстан (2009), лауреат театральной премии имени Й. Кырли Н. А. Коновалов (1977―2023).

## Творчество
Голос ― меццо-сопрано.
В 1959 году выступала в г. Йошкар-Оле на республиканском смотре художественной самодеятельности, где её исполнение народных песен было отмечено жюри.
В годы учёбы в Йошкар-Олинском музыкальном училище гастролировала с народным оркестром.
За время работы в Горьковском театре оперы и балета исполнила 8 главных партий, среди которых ― Ваня в «Иване Сусанине» М. Глинки, Кончаковна в «Князе Игоре» А. Бородина, Любаша в «Царской невесте» Н. Римского-Корсакова.
В Марийском театре оперы и балета пела во многих спектаклях: «Сельской чести» П. Масканьи (Сантуцца) и «Чио-Чио-сан» Дж. Пуччини (Сузуки), «Евгении Онегине» П. Чайковского (Ольга) и др. В 1990 году под руководством режиссёра Г. Барышева спела Кармен в одноимённой опере Ж. Бизе. Убедительна была её партия Марфы в первой марийской опере «Акпатыр» Э. Сапаева, в которой она сочетала жестокость и обольстительность. 
Выступала и в камерных концертах. В её репертуаре кроме арий из классических опер ― вокальная музыка марийских композиторов: песни и романсы А. Искандарова, К. Смирнова, Э. Сапаева, И. Молотова. Эти произведения были записаны певицей на радио и грампластинках.
После завершения артистической карьеры стала заниматься литературным творчеством. Она автор книги «Исповедь певицы», рассказов и стихотворений.

## Основные роли
Далее представлен список основных ролей Е. И. Коноваловой:
- Ваня («Иван Сусанин», М. Глинка)
- Кончаковна («Князь Игорь», А. Бородин)
- Любаша («Царская невеста», Н. Римский-Корсаков)
- Сантуцца («Сельская честь», П. Масканьи)
- Сузуки («Чио-Чио-сан», Дж. Пуччини)
- Кармен («Кармен», Ж. Бизе)
- Ольга («Евгений Онегин», П. Чайковский)
- Марфа («Акпатыр», Э. Сапаев)

## Признание
- Народная артистка Республики Марий Эл (1996)[1][2][5]
- Заслуженная артистка Марийской АССР (1980)[1][2][5]